# Mezzosoprană (voce)
Mezzosoprană (pronunție: mețosoprană), este un tip de voce feminină situată ca registru vocal între soprană și contralto. În dicționarele mai vechi termenul era scris cu cratimă, mezzo-soprană.

## Caracteristici
Registrul mezzosopranei (sol mic-do3 c.) îmbină amplitudinea și adâncimea contraltoului cu o întindere mare și cu o penetrație de soprană. Se deosebește de soprană mai ales prin timbrul mai întunecat și registrul (I, 1) de piept mai dezvoltat, iar de contralto prin întinderea mare în domeniul acut. În practica de operă se întretaie cu soprana dramatică sau cu contralto. Rolul tipic de mezzosoprană este personajul Carmen din opera Carmen de Georges Bizet. 
Țesătura de mare efect o face potrivită pentru desfășurări dramatice ample, în roluri ca Amneris, Venus, Ortrud. 
Roluri memorabile de mezzosoprane din operele românești sunt personajele Iocasta din Oedip de George Enescu, Marica Doamna din Ion Vodă cel Cumplit de Gheorghe Dumitrescu și Doamna Chiajna din opera omonimă de Nicolae Buicliu.

## Tipologie vocală
Tipologia vocală detaliată mai jos (numită și Fach) este o invenție relativ modernă (sfârșitul secolului al XIX-lea - începutul secolului al XX-lea) și corespunde în principal tehnicii vocale a esteticii barocului sau clasice. Se găsește foarte puțin în alte genuri muzicale precum varieteul sau jazzul.
Există mai multe subcategorii de mezzosoprane care diferă prin caracterul personajelor pe care le interpretează, îndrăzneala vocii (care corespunde adesea unei anumite utilizări) și bogăția timbrului. O voce evoluează odată cu vârsta, se întâmplă adesea ca o cântăreață să-și schimbe postul și registrul pe parcursul carierei.

Majoritatea operelor lirice ale secolului al XIX-lea grupează sub un singur termen „soprano” sopranele și mezzosopranele, doar studiul ambitusului rolului face posibilă diferențierea acestora. Exemplele de mai jos (deseori indicate ca soprană în partitura originală) sunt, prin urmare, date ca indicație.

## Mezzosoprane renumite
Printre mezzosopranele române notabile se numără:
- Elena Cernei (1924-2000)
- Ruxandra Donose (n. 1964)
- Zenaida Pally (1919-1997)
- Venera Rogozea (1913-2012)[12]
- Maria Snejina (1898-1973)
- Elena Theodorini (1857-1926)

Din notabilitățile internaționale: 
- Ebe Stignani (1903-1974)  Italia
- Giulietta Simionato (1910-2010)  Italia
- Soňa Červená (1925-)  Cehoslovacia
- Fiorenza Cossoto (1935-)  Italia
- Viorica Cortez (n. 1935)  România,  Franța
- Grace Bumbry (1937-)  Statele Unite ale Americii
- Frederica von Stade (1945-)  Statele Unite ale Americii
- Dolora Zajick (1952-)  Statele Unite ale Americii
- Cecilia Bartoli (1966-)  Italia